# Андрей (Давидов)
Митрополи́т Андрей (в миру Альберт Аракелович Давидов-Давидян; род. 4 августа 1960) — архиерей неканонической Истинно-православной церкви Рафаила (Прокопьева), митрополит Северо-Кавказский и Причерноморский.

## Биография
Родился 4 августа 1960 года. С 2002 года прибывает в юрисдикции Истинно-православной церкви Рафаила (Прокопьева). С 16 июня 2004 года в звании игумена, Андрей (Давидов) временно исполнял обязанности настоятеля храма в честь Пресвятой Троицы в городе Сочи. В том-же году был возведён в достоинство архимандрита и назначен настоятелем прихода в честь Рождества Иоанна Предтечи в селе Юца, Предгорного района Ставропольского края.

### Епископство
21 ноября 2004 года архимандрит Андрей (Давидов) был рукоположен в сан епископа Краснодарского и Кубанского. Хиротонию совершили: митрополит Рафаил (Прокопьев), митрополит Николай (Модебадзе), архиепископ Никодим (Колесов) и архиепископ Павел (Зинкевич).
Впоследствии епископ Андрей был возведён в достоинство митрополита Северо-Кавказского и Причерноморского. Проживает в городе Пятигорске.